# Pierre Poilievre
Pierre Marcel Poilievre PC MP (Calgary, 3 de junho de 1979) é um político canadense que atua como líder do Partido Conservador do Canadá e líder da Oposição Oficial. Foi membro do Parlamento do Canadá 2004 a 2025.
Nascido em Calgary, na província de Alberta, estudou na Universidade de Calgary, obtendo um bacharelado em relações internacionais. Ele então trabalhou para o líder do extinto partido da Aliança Canadense, Stockwell Day. Poilievre foi eleito pela primeira vez para a Câmara dos Comuns após as eleições federais de 2004, e inicialmente representou o distrito de Nepean—Carleton na região de Ottawa e depois representou o distrito reestabelecido de Carleton.
Após ocupar várias posições de secretário parlamentar de 2006 a 2013 sob o primeiro-ministro Stephen Harper, Poilievre serviu como ministro da reforma democrática de Harper de 2013 a 2015 e como ministro de emprego e desenvolvimento social em 2015. De 2017 a 2022, atuou como membro do gabinete paralelo das finanças e brevemente como membro do gabinete paralelo de empregos e indústria. Ele concorreu à liderança do Partido Conservador na eleição pela liderança do partido em 2022, vencendo na primeira votação. Descrito como populista, Poilievre se concentra principalmente em questões relativas ao custo de vida no Canadá e, de meados de 2023 a fevereiro de 2025, o Partido Conservador manteve uma liderança substancial nas pesquisas de opinião para as eleições federais de 2025. Contudo, ameaças de anexação e uma guerra tarifária, aumentou o apoio ao Partido Liberal e Poilievre começou a perder força frente o eleitorado.
Na eleição federal canadense de 2025, ele perdeu sua cadeira para o candidato liberal Bruce Fanjoy.

## Começo de vida e educação

### Antecedentes e infância
Poilievre nasceu em 3 de junho de 1979 em Calgary, Alberta, de uma mãe de 16 anos com ascendência canadense-irlandesa pelo lado paterno. Ele foi adotado logo após o nascimento por Marlene e pelo franco-canadense Donald Poilievre, que eram professores. Ele cresceu em uma casa modesta nos subúrbios de Calgary, e costumava jogar hóquei no gelo e fazer viagens de acampamento com seu irmão mais novo, Patrick, que também foi adotado por Marlene e Donald da mesma mãe biológica.
Na sua juventude, Poilievre trabalhou como entregador de jornais para o Calgary Sun. Ele frequentou a Escola Secundária Henry Wise Wood e fez parte de uma equipe de luta livre até ser forçado a parar devido a uma lesão temporária no tendão do ombro aos 14 anos. Após a lesão, ele compareceu a uma reunião da Associação Progressista Conservadora de Alberta como um novo passatempo. Como resultado, ele se interessou por política e começou a ler livros de política, incluindo Capitalism and Freedom de Milton Friedman, um livro que teve uma grande influência em sua visão política.
Poilievre tornou-se ativo no Partido Reformista e na Associação Progressista Conservadora de Alberta ao participar de reuniões de ambos os partidos. Aos 16 anos, vendeu filiações ao Partido Reformista para Jason Kenney e também fez telefonemas de divulgação para ele. Ele também bateu de porta em porta em campanhas políticas e serviu em uma associação eleitoral. Pouco tempo depois de completar 17 anos, foi delegado na convenção nacional do Partido Reformista em 1996, realizada em Vancouver, na Colúmbia Britânica.
Os pais adotivos de Poilievre, Marlene e Donald, que haviam se casado em 1971, se separaram quando ele estava na metade da adolescência. O pai de Poilievre, Donald, posteriormente se assumiu como homossexual. Aos seus primeiros vinte anos, Poilievre finalmente conheceu tanto sua mãe biológica quanto seu avô materno pela primeira vez.

### Universidade e primeiros trabalhos
No fim de sua adolecência, Poilievre trabalhou na companhia de telecomunicações Telus fazendo cobranças corporativas ligando para empresas. Mais tarde, ele também teve uma breve experiência como jornalista no Alberta Report, uma revista semanal conservadora. Na Universidade de Calgary, Poilievre estudou relações internacionais, e aos 19 anos, liderou um protesto contra uma união de estudantes que tentava impedir que apoiadores do Partido Reformista fizessem campanha para seu candidato em uma eleição para o Senado de Alberta. Poilievre foi um dos muitos membros do Partido Reformista no campus que estavam em conflito com o Partido Progressista Conservador do Canadá, que eles consideravam sem princípios.
Como estudante do segundo ano, em 1999, Poilievre enviou um ensaio para o concurso "Como Primeiro-Ministro, Eu...", organizado pela Magna International. Seu ensaio, intitulado "Construindo o Canadá Através da Liberdade", focou no tema da liberdade individual e, entre outras coisas, defendeu um limite de dois mandatos para todos os membros do Parlamento. Como finalista, ganhou C$ 10.000 e também uma estadia de quatro meses de estágio na Magna. O ensaio foi publicado no livro que coletou os ensaios intitulado "@Stake - 'Como Primeiro-Ministro, Eu...'".

### Trabalho da Aliança Canadense
Em 2000, Poilievre desempenhou um papel de organizador em um site chamado "Organization to Draft Stockwell Day". O objetivo desse site era recrutar Stockwell Day, que na época era o tesoureiro de Alberta, para se tornar o líder do Partido da Aliança Canadense. Uma vez que Day estava concorrendo na eleição para a liderança do partido, ele e seus colegas mais jovens realizaram ligações telefônicas para mobilizar apoiadores e arrecadar fundos. Eles se autodenominaram o "Fight Club" (Clube de Luta).
Após o período de Stockwell Day como Líder da Oposição Oficial, Poilievre deixou Calgary e a universidade sem concluir o curso para trabalhar como assessor de Day em 2002. No entanto, ele retornou à universidade e concluiu sua graduação, obtendo um diploma de Bacharel em Artes em 2008. Quando Jean Chrétien anunciou que se aposentaria como primeiro-ministro em 2002, Poilievre e Ezra Levant, que era advogado na época, escreveram um artigo de opinião defendendo a fusão dos partidos Aliança Canadense e Progressista Conservador. Quando Levant estava em campanha para substituir Preston Manning na eleição suplementar de 2002 em Calgary Southwest, Poilievre atuou como seu porta-voz de campanha até Levant retirar-se para permitir que Stephen Harper se candidatasse.
Em 2003, Poilievre fundou uma empresa chamada 3D Contact Inc. com seu sócio Jonathan Denis, que mais tarde se tornou um ministro do gabinete de Alberta. A empresa deles se concentrava em fornecer serviços de comunicação política, sondagens e pesquisa de opinião. Após fundar a empresa, Poilievre se candidatou como membro do parlamento (MP) como parte do novo Partido Conservador do Canadá, que havia acabado de surgir da fusão entre a Aliança Canadense e os Progressistas Conservadores.

## Vida pessoal

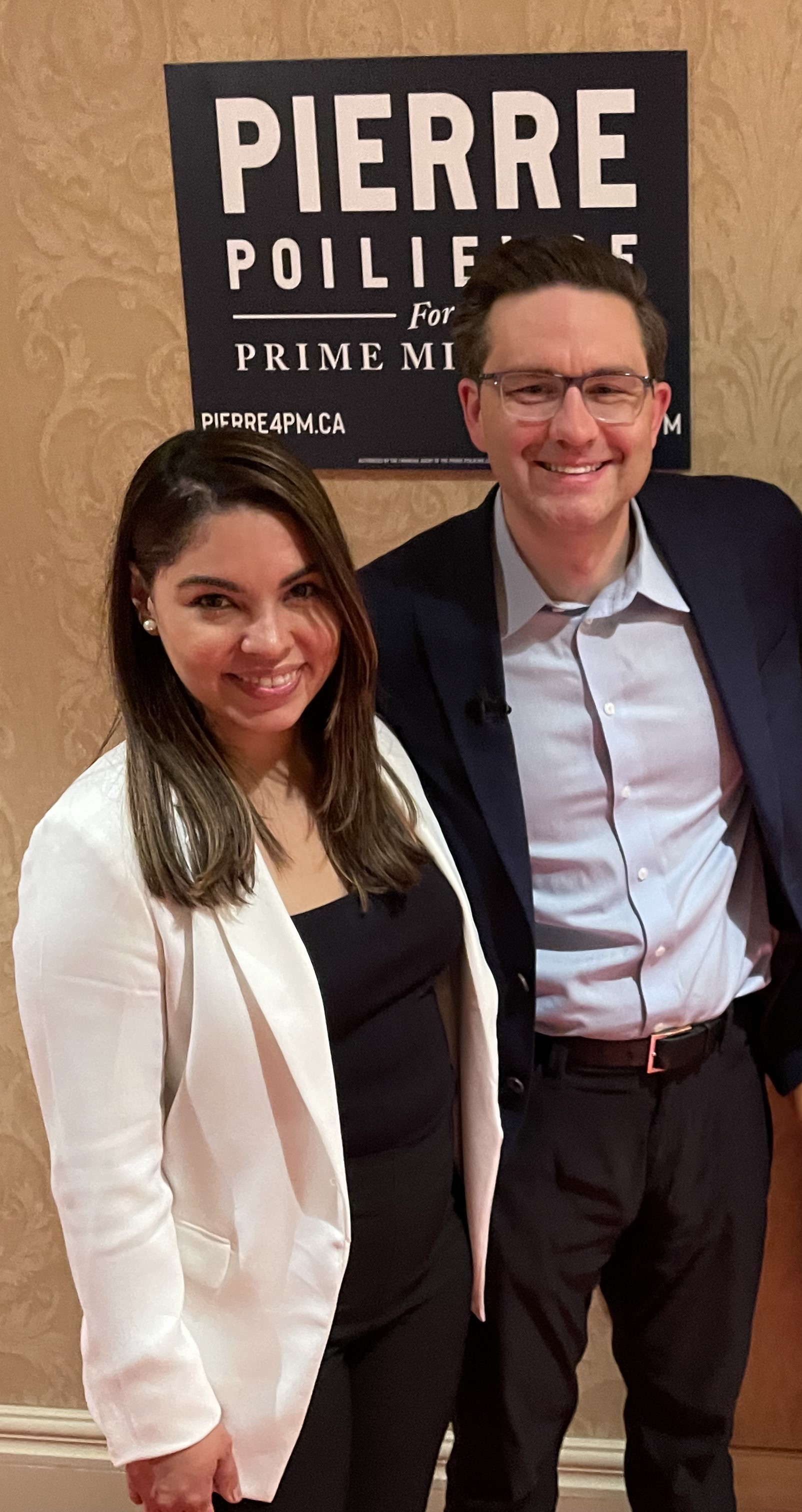
Poilievre e sua esposa, Anaida, em um comício de campanha em abril de 2022

Após se mudar para Ottawa, Poilievre namorou a consultora política conservadora Jenni Byrne até 2011. Em dezembro de 2017, ele se casou com a venezuelana Anaida Galindo, uma assessora do Senado, em uma cerimônia em Portugal. Seu primeiro filho, uma menina, nasceu em outubro de 2018. Em setembro de 2021, deu as boas-vindas ao seu segundo filho, um menino.
Poilievre é bilíngue, fala fluentemente inglês e francês. Seu pai adotivo francófono, Donald, o ensinou a preservar o idioma francês desde cedo.

## Posições políticas
Poilievre descreve a si mesmo como libertário e um "verdadeiro conservador". Jornalistas também o descreveram como libertário. Alguns jornalistas o descreveram como populista.

### Economia
Poilievre argumenta que os grandes déficits orçamentários são a razão da inflação. Ele propõe a implementação de uma lei de equilíbrio fiscal, que exigiria que o governo compensasse qualquer novo gasto com um corte de gastos em outra área. Ele mencionou o sucesso dessa abordagem na obtenção do equilíbrio orçamentário nos Estados Unidos durante o governo de Clinton.
Ele apoia a normalização das criptomoedas, incluindo o Bitcoin, que acredita ser uma proteção contra a inflação. Ele afirmou que deseja tornar o Canadá a "capital mundial da tecnologia blockchain" e acredita que as ações do governo federal estão prejudicando o dólar canadense.
Poilievre criticou o Banco do Canadá, acusando-o de ser "financeiramente analfabeto" por prever deflação em vez de inflação, após seu alerta sobre a inflação em 2020, e disse que o governador do banco, Tiff Macklem, é o "caixa eletrônico pessoal" do primeiro-ministro liberal Justin Trudeau no que diz respeito à impressão de dinheiro para financiar o déficit durante a pandemia de COVID-19. Poilievre afirmou que um governo liderado por ele demitiria Macklem, auditaria o banco e iria banir a possível moeda digital do banco.
Após a fusão entre as empresas de telecomunicações Rogers e Shaw, Poilievre afirmou que o Canadá precisa de mais concorrência no setor de telecomunicações e propôs que haja pelo menos "quatro competidores em todos os mercados". Poilievre apoia o desfinanciamento da Corporação Canadense de Radiodifusão (CBC), afirmando que o governo poderia economizar um bilhão de dólares dessa maneira. No entanto, ele continuaria a apoiar a programação em francês da CBC. Ele propõe converter a sede da CBC em habitações acessíveis e outros prédios federais em condomínios residenciais.

### Habitação e infraestrutura
Poilievre atribui a falta de novas habitações no Canadá à burocracia e propõe que as grandes cidades com excassez de habitações sejam obrigadas a aumentar o número de novas residências construídas em 15% anualmente, a fim de continuar recebendo financiamento federal completo para infraestrutura. As grandes cidades que não atingirem a meta de construção teriam fundos retidos na proporção em que ficarem aquém da meta, enquanto aquelas que a alcançarem receberiam uma compensação de até C$ 10.000 por cada nova residência adicional construída. Ele também planeja compensar outras cidades menores por construírem moradias adicionais. Além disso, ele pretende vender 15% dos 37.000 prédios do governo que ele considera subutilizados, para que possam ser convertidos em habitações acessíveis.
Poilievre declarou que um governo liderado por ele permitiria a expansão da pista no Aeroporto da Cidade de Toronto Billy Bishop, permitindo que jatos operassem no aeroporto. Ele citou o aumento da concorrência na indústria da aviação e a necessidade de oferecer aos viajantes uma alternativa ao Aeroporto Internacional de Pearson em Toronto, que havia enfrentado congestionamento e atrasos de voos superiores a 50% em torno do mês de julho de 2022.

### Meio ambiente e transição energética
Poilievre é a favor de abordar as mudanças climáticas por meio do uso de tecnologia verde e estabelecendo metas para reduzir as emissões relacionadas ao carbono, em vez de utilizar/aumentar impostos. Uma das tecnologias que ele planeja incentivar é a captura e armazenamento de carbono. Ele também planeja aumentar a produção de carros elétricos, dando sinal verde para a exploração de mais minerais como lítio, cobalto e cobre, que são necessários para produzir esses veículos e suas baterias. No que tange o Quebec, ele pede menos "burocracia" e afirma que permitirá a construção de mais usinas hidrelétricas. Poilievre acredita que a energia canadense é mais limpa do que a de outros países desenvolvidos, e propõe uma proibição da importação de petróleo estrangeiro e uma revisão de todos os projetos de oleodutos cancelados pelo governo atual.
Poilievre se compromete a revogar o imposto sobre o carbono do governo Liberal caso os Conservadores vençam sob sua liderança. Além disso, ele apoia a revogação de dois projetos de lei que descreve como "anti-energia": o Projeto de Lei C-48 ou Bill C-48 (uma lei que proíbe navios petroleiros de certas dimensões de atracarem na costa norte da Colúmbia Britânica) e o Projeto de Lei C-69 ou Bill C-69 (uma lei que avalia o meio ambiente do Canadá).

### Política externa
Durante a primavera e o verão de 2020, Poilievre criticou o que ele percebeu como a confiança equivocada do governo Trudeau no Partido Comunista da China, que cancelou o contrato da vacina CanSino com o Canadá. Ele insistiu que o Canadá deveria criar seu próprio suprimento de vacinas e firmar acordos de compra com governos mais confiáveis. Após os relatos de interferência eleitoral chinesa a partir de documentos do Serviço Canadense de Inteligência de Segurança relatados pelo jornal Globe and Mail em 2023, Poilievre pediu um registro público para agentes de regimes estrangeiros que interferem nas eleições do Canadá.
Em resposta à Invasão Russa na Ucrânia em 2022, Poilievre afirmou que um governo liderado por ele apoiaria a Ucrânia trazendo mais refugiados ucranianos, fornecendo mais armas para ajudar a Ucrânia e abastecendo a Europa com a energia e o petróleo do Canadá por meio da LNG Canada, a fim de reduzir a dependência da Europa da energia russa. Ele discorda da imposição de uma zona de exclusão aérea na Ucrânia, pois não deseja que o Canadá se envolva em um conflito armado.
Poilievre declarou que um governo liderado por ele proibiria seus ministros de participar do Fórum Econômico Mundial (FEM), afirmando que o fórum "vai contra os interesses de seu povo".

### Questões sociais

#### Aborto
Poilievre apoia o direito ao aborto. Ele afirmou que um governo liderado por ele não introduziria e não aprovaria nenhuma legislação que restrinja o acesso ao aborto, embora permitiria que sua bancada votasse livremente sobre a legislação. No entanto, em 2010, ele apoiou um projeto de lei que criminalizaria o ato de pressionar alguém a fazer um aborto, e também apoiou uma moção em que o Parlamento estudaria quando um feto deveria ser considerado um ser humano. Em 2020, ele mudou de posição e afirmou que um governo liderado por ele nunca introduziria um projeto de lei sobre o assunto, e nenhum projeto de lei privado seria adotado. Em 2021, Poilievre se opôs a um projeto de lei de um membro privado que proibia o aborto por motivos de seleção de sexo (quando o sexo do feto não é o desejado).

#### Casamento entre pessoas do mesmo sexo
Poilievre apoia o casamento entre pessoas do mesmo sexo, embora no passado ele tenha sido contrário.  Em 2005, ele fez um discurso contrário ao casamento entre pessoas do mesmo sexo, enquanto favorecia as uniões civis como alternativa, e votou a favor da moção de introduzir legislação para restabelecer a definição de casamento como exclusivamente entre pessoas de sexos opostos em 2006. Ele também havia solicitado ao Ministro das Finanças, Jim Flaherty, que retivesse o dinheiro gasto em cirurgias de redesignação de sexo dos pagamentos da Transferência de Saúde do Canadá.
Já em uma entrevista em 2020, ele chamou a questão de "sucesso" e afirmou "Votei contra há 15 anos. Mas aprendi muito". Em 2021, ele votou a favor da proibição da terapia de reorientação sexual em uma votação livre.

#### Drogas
Poilievre apoia a manutenção da legalização de drogas leves, como a maconha, enquanto se opõe à descriminalização de "drogas pesadas", afirmando que "Não estamos falando de maconha, estamos falando de drogas altamente letais que podem parar o coração de uma pessoa". Ele defende a expansão do acesso a tratamento e reabilitação para aqueles que sofrem de vícios que são "mortais" e acredita que traficantes de drogas devem enfrentar "policiamento rigoroso e penas severas". Poilievre planeja financiar o tratamento e a recuperação de viciados processando as empresas farmacêuticas responsáveis pela epidemia de opioides.

#### Liberdade de expressão
Poilievre afirmou que é a favor da liberdade de expressão e busca revogar o Projeto de Lei C-11 ou Bill C-11 (Lei de Streaming Online) e o sucessor do Projeto de Lei C-36 ou Bill C-36 (Lei que altera o Código Penal e a Lei Canadense de Direitos Humanos), descrevendo-os como formas de censura no Canadá.  Ele planeja eliminar a posição proposta de "comissário de segurança digital" com a introdução do que ele denomina de "Lei da Liberdade de Expressão" e deixaria a aplicação das leis relacionadas a crimes cometidos online a cargo das autoridades policiais. Ele declarou que um governo liderado por ele cortaria os subsídios federais diretos e outras verbas para universidades que não se comprometessem com a seção 2(b) da Carta de Direitos e Liberdades, que protege a liberdade de expressão. Além disso, Poilievre afirmou que nomearia um "Guardião da Liberdade de Expressão" (desde que fosse um ex-juiz) que garantiria a conformidade com a seção 2(b), investigaria alegações de censura acadêmica, reportaria ao governo federal sobre as universidades que se recusassem a respeitar esse direito, e recomendaria cortes nos subsídios federais diretos para universidades que não respeitassem esse direito.
Poilievre anunciou seu apoio às pessoas que protestavam pacificamente nos protestos dos caminhoneiros no Canadá, enquanto condenava os indivíduos que promoviam o extremismo. Ele acredita que o governo federal abusou de seu poder ao invocar a Lei de Emergência durante os protestos dos caminhoneiros e propõe limitar seu poder para evitar que seja usado de maneira semelhante no futuro.

### Imigração
Poilievre se descreve como favorável à imigração e busca implementar políticas para acelerar os prazos de processamento dos processos de imigração para reunir as famílias, garantir a segurança de refugiados e preencher empregos no Canadá. Poilievre afirmou que um governo liderado por ele negociaria acordos com as províncias para licenciar profissionais qualificados no prazo de 60 dias após receberem as inscrições, forneceria empréstimos estudantins para ajudar novos imigrantes a passar em exames e permitiria que imigrantes obtivessem licenças antes de se mudarem para o Canadá.
No entanto, ele também defende uma política mais rigorosa contra a imigração ilegal e acusou o governo Trudeau de permitir que as travessias ilegais na fronteira de Roxham Road continuem. Em 2023, ele afirmou que os pontos de travessia irregulares deveriam ser fechados e as lacunas que permitem a migração ilegal deveriam ser eliminadas, modificando o "Acordo de Terceiro País Seguro".

### Saúde
Poilievre apoia o sistema de saúde pública do Canadá, afirmando: "Acredito que todos devem ter acesso à saúde pública. É o sistema em que confiei durante toda a minha vida." Planeja abordar a escassez de profissionais de saúde no Canadá por meio da implementação da padronização interprovincial para médicos e enfermeiros, que ele chamaria de programa "Selo Azul", e também garantindo que as províncias acelerem a aprovação das credenciais profissionais de imigrantes certificados para aumentar o número de prestadores de serviços de saúde. Poilievre se comprometeu a manter o financiamento da saúde estabelecido por Justin Trudeau em 2023 para as províncias, mas compartilhou as críticas dos primeiros-ministros provinciais de que o financiamento era muito baixo e culpou Trudeau por gastar demais em outras áreas.
Em junho de 2022, ele apresentou o Projeto de Lei C-278 ou Bill C-278, Lei de Prevenção de Exigências de Vacinação Impostas pelo Governo, como membro do setor privado, que visava encerrar as exigências de vacinação e comprovação relacionadas à COVID-19 impostos pelo governo federal.
Em outubro de 2022, Poilievre votou a favor de um projeto de lei de um membro privado do Partido Conservador para alterar o Código Penal, proibindo a coação de profissionais de saúde para a eutanásia de pacientes no âmbito da assistência médica à morte, com o objetivo de preservar a "liberdade de consciência" na seção 2(a) da Carta de Direitos e Liberdades. O projeto de lei foi derrotado quando todos os membros do Partido Liberal, Novo Partido Democrático e Bloco Quebequense votaram contra ele.

### Armas de fogo
Poilievre se opõe à reinstauração do registro de armas de fogo de longo alcance e à Ordem em Conselho de 1º de maio de 2020, que proibiu mais de 1.500 modelos de armas de fogo. Ele acredita que a melhor política de armas de fogo para civis no Canadá é melhorar o policiamento do contrabando de armas e é contrário a impor mais restrições aos proprietários de armas licenciadas e aos atiradores esportivos.